# Milieuracisme
De term milieuracisme ontstond in 1982, door Benjamin Chavis, de voormalige directeur van de Verenigde Kerk van de Christelijke Commissie voor Raciale Rechtvaardigheid in de Verenigde Staten. Milieurechtvaardigheidsorganisaties refereren naar de term als het slecht behandelen van andere mensen in pollutie of grondstofontginning op basis van hun etnische groep, sociale klasse of kaste .
Verschillende academische bronnen stellen vast dat onrechtvaardigheid met betrekking tot het milieu vaak onmiskenbaar verbonden is met het overtreden van de mensenrechten. Milieugevaren worden oneven verdeeld op basis van inkomen en ras, waarbij studies vaststellen dat ras de beste indicator is voor een verhoogde kans op blootstelling. Deze gevaren kunnen verschillende vormen aannemen, zoals het dumpen van gevaarlijk afval, land toe-eigening, het ontginnen van natuurlijke bronnen, enzovoort. Ter illustratie zal het dumpen van gevaarlijk afval worden toegelicht.

## Het dumpen van gevaarlijk afval
In 1987 werd een studie uitgevoerd door de Verenigde Kerk van de Christelijke Commissie voor Raciale Rechtvaardigheid in de Verenigde Staten. Hieruit bleek dat gemeenschappen met het hoogste percentage niet-witte inwoners, het grootste aantal faciliteiten had met gevaarlijk afval. In latere studies werden dezelfde tendens bevestigd, en bleek er zelfs een groei te zijn in faciliteiten in de buurten.
Naast de ongelijke verdeling van afval in een nationale context, werd de cross-nationale handel van gevaarlijk afval naar Derdewereldlanden een veelvoorkomende praktijk in de jaren 70. Door sterke milieubewegingen, strenge regulering en het ‘Niet-in-mijn-achtertuin’ syndroom steeg de prijs van het verwerken van gevaarlijk afval. Empirisch bewijs toont dat miljoenen ton aan gevaarlijk afval van geïndustrialiseerde landen werden verscheept naar onderontwikkelde landen om zichtbaarheid, strenge reguleringen, aansprakelijkheid en verantwoordelijkheid voor pollutie te vermijden.
Het dumpen van gevaarlijk afval kan echter grote gevolgen hebben, de case van Koko in Nigeria zal verder worden toegelicht ter illustratie. Dit klein dorp kreeg internationale aandacht in 1988 nadat aan het licht kwam dat het gebruikt werd als afvalbende voor giftig afval door twee Italiaanse bedrijven. De blootstelling van werknemers en inwoners aan de stoffen veroorzaakte ernstige gezondheidsaandoeningen, zoals brandwonden, misselijkheid, verlamming, premature geboortes, sterfgevallen, geboorte aandoeningen, hersenschade, kanker, groei en andere pathologische aandoeningen.